# Portada/article febrer 9

## Religió
Una religió és el conjunt de creences i pràctiques comunes d'un grup de persones, sovint relacionades amb llur concepció del món i codificada en l'oració, el ritual i les lleis morals. La religió pot incloure també tradicions culturals ancestrals, escriptures, història i mitologia, així com la fe personal i l'experiència mística. El terme "religió" es refereix tant a les pràctiques personals relacionades a la fe comunitària com als rituals i la comunicació grupal que emana de la convicció que comparteixen els membres.